# رود ولتا
 رود ولتا رودی است به خلیج گینه می‌ریزد. این رود از کشور غنا می‌گذرد.